# Ladislav Nagy
Ladislav Nagy (Kassa, 1979. június 1. –) egy magyar származású szlovák jégkorongozó.

## Élete
1979. június 1-én született Kassa Saca városrészében, apja magyar származású.

## Pályafutása
Az 1997-es pittsburgh-i NHL Entry Drafton a St. Louis Blues a 7. körben a 177. helyen draftolta.